# Douglas Henry Pratt
Douglas Henry Pratt, britanski general, * 1892, † 1958.